# مجزرة عرس الدجيل
مجزرة عرس الدجيل هي مجزرة حدثت أثناء عرس في مدينة الدجيل بالعراق. أدت المجزرة إلى مقتل حوالي 70 من المحتفلين. يتهم تنظيم القاعدة بتنفيذ المجزرة
بتنفيذ هذه الجريمة. وأبدت بعض الأطراف السياسية العراقية المعارضة شكوكها في الرواية الرسمية لأحداث هذه الجريمة.

## تفاصيل الجريمة

### عملية الخطف
في الرابع من تشرين الثاني 2006 سبعون عراقيا جَمعهم الفرح في موكب زفاف تتقدمهم سيارة العروسين نوع «بي. إم. دبليو» بيضاء اللون، فيما يتقاسم بقية السيارات، خمسة عشر طفلاً ينتسبون إلى رجال ونساء تلك الزفة العراقية القادمة من منطقة الدجيل وهم في طريقهم إلى إتمام مراسيم العرس أوقِفتهم سيطرة وهمية نصبها أفراد تنظيم القاعدة  وتذهب بهم إلى طريق شاطئ التاجي شمال بغداد، وتحديداً إلى «مضيف الشيخ محجوب وهو من عشيرة الفلاحات».

### الرمي في النهر
بدأ المجرمون بقتل الأطفال وبطريقة شنيعة جدا وذلك بربطهم بصخور ثقيلة من الكونكريت والقائهم في نهر دجلة. كما قتل الرجال بدم بارد بعد أن أعدموا رميا بالرصاص والقيت جثثهم في نهر دجلة أيضا. وأما النساء فقد اغتصبوا.

### الاعتداء الجنسي
جرى نقل العروسين وهما آخر من بقي من الأحياء إلى جامع قرية الفلاحات «جامع بلال الحبشي». وفي سرداب الجامع جييء بالمفتي وأصدر حكماً شرعياً باغتصاب العروس، وهكذا نفذ ثمانية رجال من تنظيم القاعدة  فعل الاغتصاب بعروس وزوجها واقف ويشاهد الجريمة، وبقيت العروس في السرداب ثمانية أيام. بعد ذلك، قتل العروسين وقطع ثدي العروس بواسطة «منجل» وربطوا الجثتين بحبل والقيت بنهر دجلة

### المسؤليين
حكمت محكمة الجنايات العراقية على 15 شخص بالإعدام بتهمة ارتكاب المجزرة، منهم فراس الجبوري، وجميعهم منتمين إلى تنظيم القاعدة

## شكوك حولها
هناك بعض الغموض يحيط بتلك القضية، حيث لم تظهر أية أدلة مادية، غير الاعترافات المصورة التي قامت ببثها قناة العراقية المملوكة للدولة. وأبدت بعض الأطراف السياسية العراقية المعارضة شكوكها في الرواية الرسمية للأحداث، لكنها خفتت خشية الاتهام بالدفاع عن إرهابيين.

## وصلات خارجية
- لقاء مع أحد المتهمين بالمجزرة، موقع البديل الديمقراطي